# Martakert
Martakert o Mardakert, (in armeno Մարտակերտ?, ufficialmente in azero Ağdərə o Aghdara), è un comune azero nel distretto di Tərtər.

## Storia
Fino all'autunno del 2023, era controllata de facto dall'autoproclamata Repubblica dell'Artsakh ed aveva titolo di comunità urbana nonché di capoluogo dell'omonima regione.
Prima dell'esodo della popolazione di lingua armena, la città contava 4 600 abitanti e, per la sua posizione prossima alla linea di contatto con l'Azerbaigian subì notevoli distruzioni nel corso della prima guerra del Nagorno Karabakh e i suoi dintorni furono teatro di incidenti di frontiera tra le parti. Nel corso della guerra dei quattro giorni di aprile 2016 la città fu colpita da missili Grad lanciati dalla parte azera.
Conserva una parte storica con zone residenziali del secolo scorso, mentre molte case nella parte vecchia della città differiscono dallo stile architettonico originale e presentano sculture ed ornamenti. Alcune vie della città vecchia presentano ancora la caratteristica pavimentazione lastricata.
La più importante chiesa, Surp Hovhannes Mkrtich (San Giovanni Battista) è del 1883 ed è stata oggetto di lavori di restauro nel 2008. Il museo della tradizione locale presenta manufatti anche di epoca pre cristiana portati dal vicino villaggio di Seysulan (sotto controllo azero).

## Luoghi d'interesse
Lo stadio di calcio Vigen Shirinyan, ha una capienza di tremila posti.
Non lontano dalla città, lungo le pendici del monte Tazakhach sono visibili i ruderi del vecchio insediamento. Sono rimaste anche le fondamenta di alcune case, i muri di due chiese e il cimitero. La chiesa, nei pressi della quale si notano pietre sepolcrali con l'immagine degli idoli, viene chiamata dai locali Krapashti hangstaran (la tomba del pagano - adoratore del fuoco). Nell'originario insediamento pagano di Martakert sono stati anche ritrovati antichi sarcofagi in pietra, due dei quali sono conservati nel Museo Artsakh a Step'anakert.

## Amministrazione

### Gemellaggi
- Vagarshapat, Armenia (dal 2010)[3]
- Sarcelles, Francia (dal 2015)[4]

Accordi di partenariato:
- Bourj Hammoud, Libano. Nel maggio 2018 autorità di Martakert e della città libanese di Bourj Hammoud hanno siglato un memorandum di cooperazione.[5]

## Galleria d'immagini

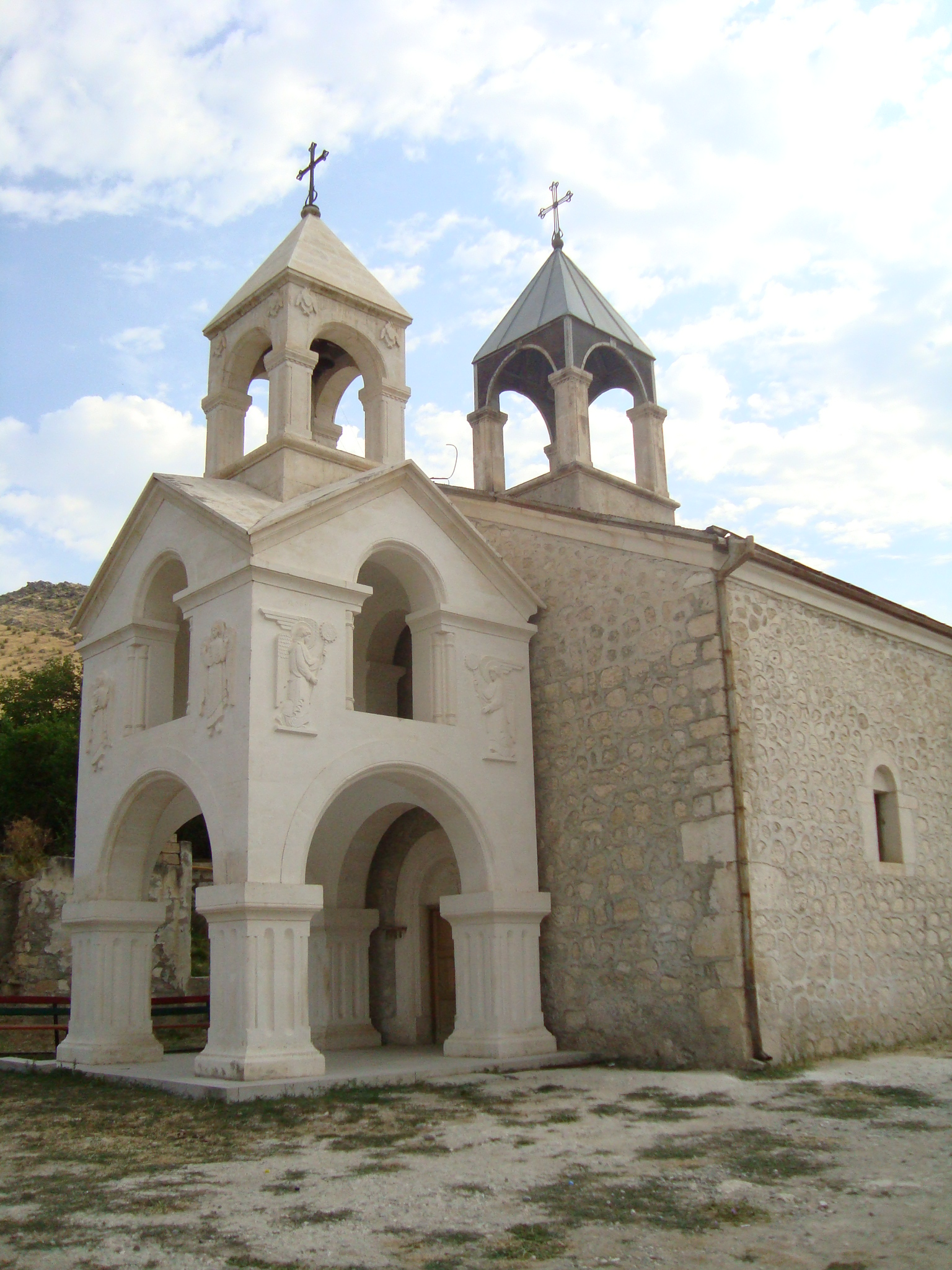
Chiesa di s. Giovanni Battista
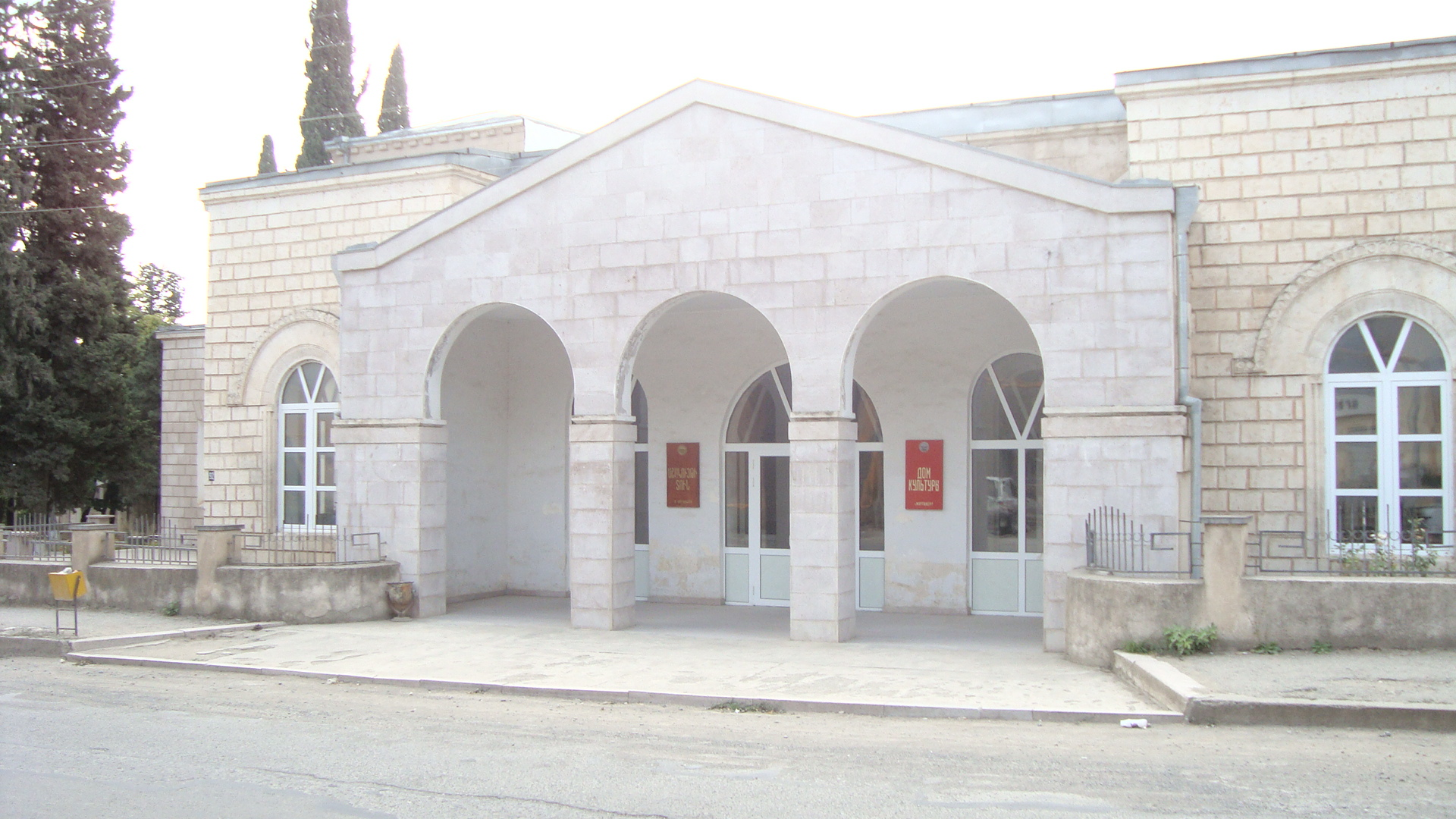
Casa della cultura
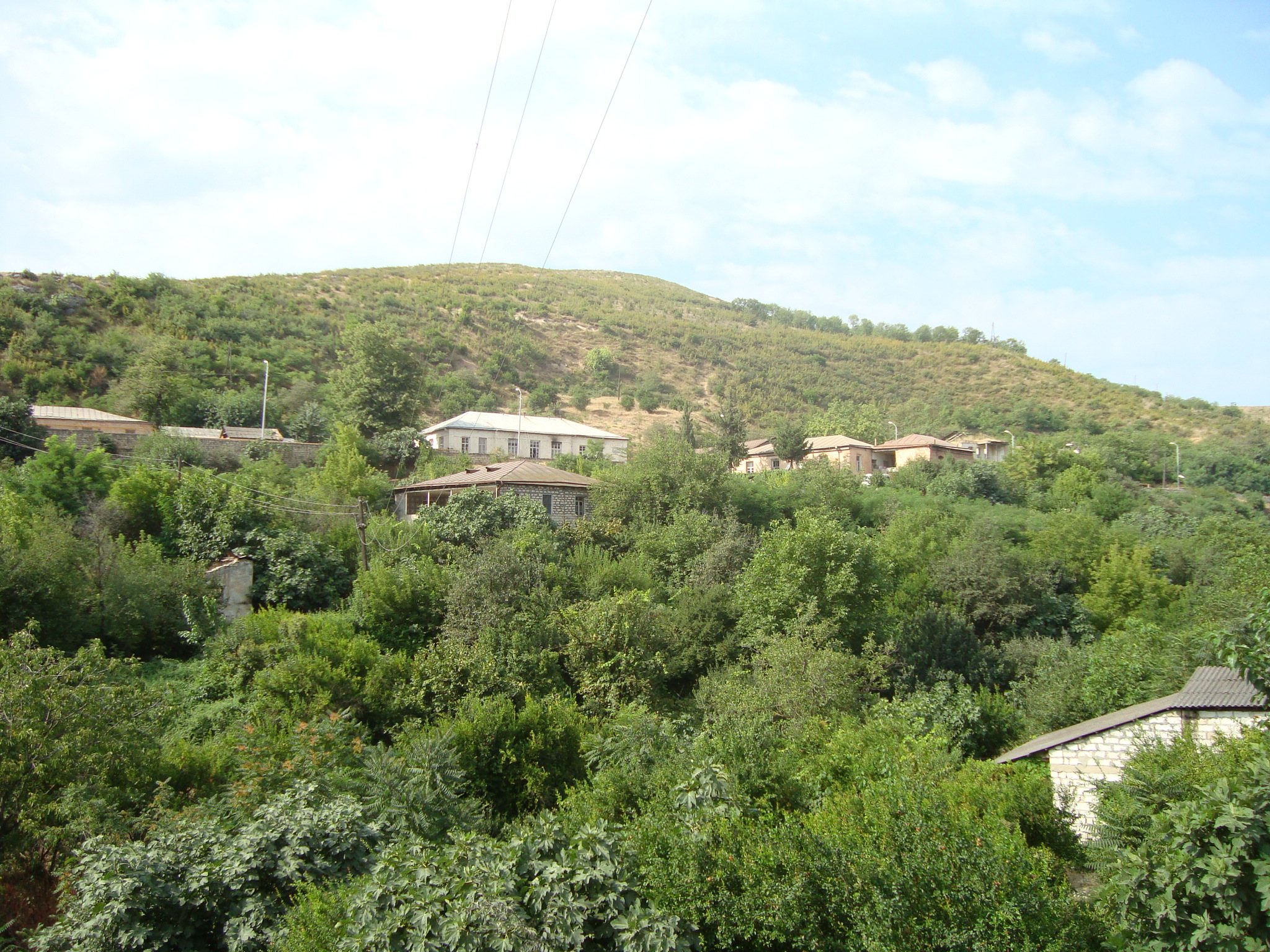
panorama della città
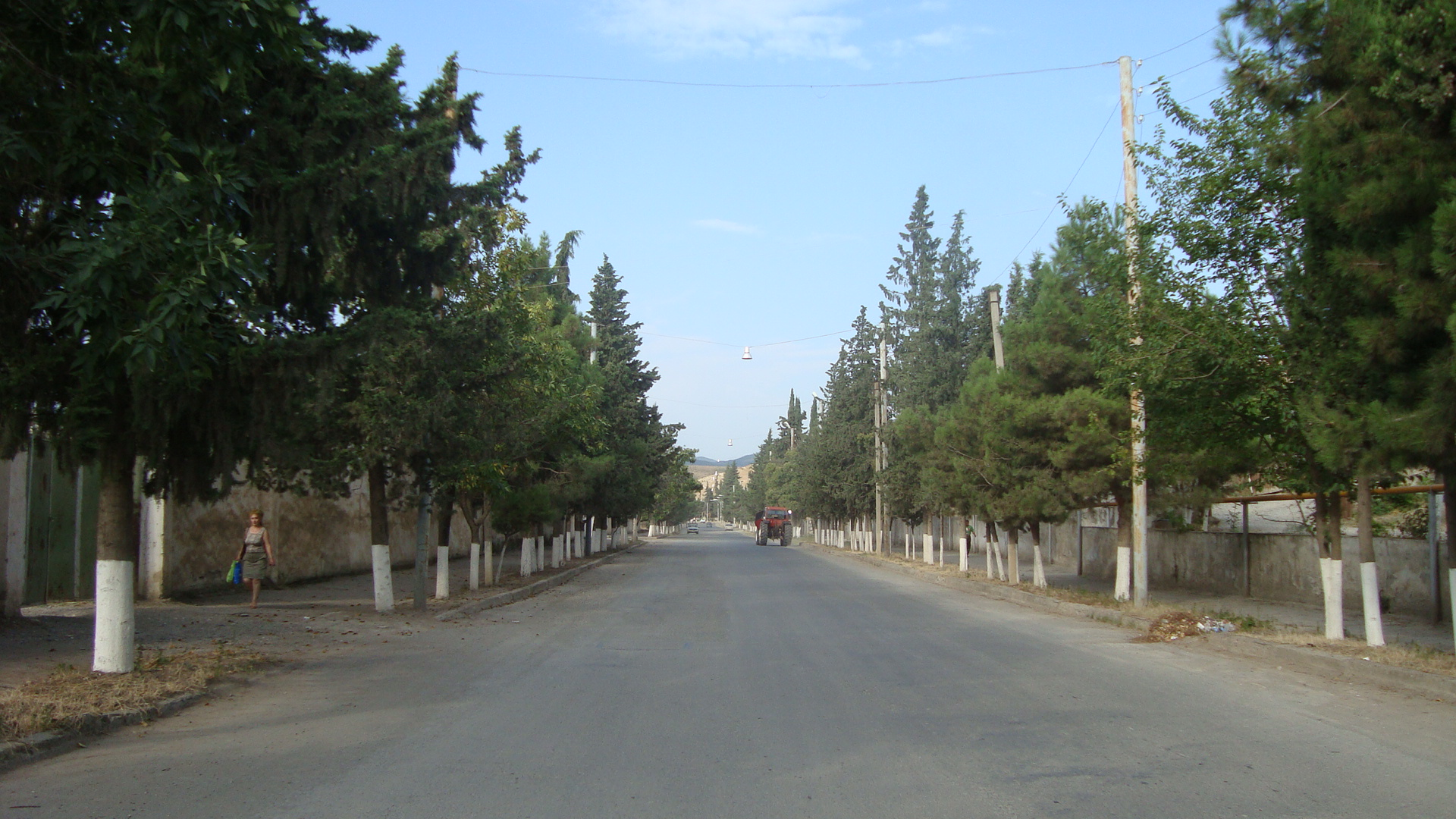
una delle principali strade cittadine